# Polifonía

Figura 1. Un compás de la Fuga n.º 17 en la bemol, BWV 862 del Clave bien temperado de Bach,
Es un ejemplo de polifonía contrapuntística a 4 voces. Las dos voces (melodías) que hay en cada pentagrama pueden distinguirse gracias a la dirección de las plicas de las figuras.
,
,
,
, por separado.

La polifonía (del griego πολύς [polis] = "muchas" y φονος [phonos] = "sonidos, melodías") en música es un tipo de textura musical en la que suenan simultáneamente múltiples voces melódicas que son en gran medida independientes o imitativas entre sí, de importancia similar y ritmos diversos.
Por lo tanto, se diferencia de la música a una sola voz (monofonía) así como de la música con una voz dominante melódica acompañada por acordes (homofonía, melodía acompañada).

## Descripción
Las texturas polifónicas pueden contener varias melodías primarias o básicas. Si las voces se imitan unas a otras (esto es, cantan o tocan melodías similares pero con cierto retraso unas respecto de otras) se trata de polifonía imitativa. Un caso estricto de polifonía imitativa es el canon.
El carácter polifónico de una obra tendrá como pilar no solamente la parte compositiva, es decir, la idea de independencia melódica que el compositor haya ideado, sino también la posibilidad de discriminación auditiva del oyente. Distintas personas podrán escuchar con mayor o menor claridad las melodías independientes dentro de una obra polifónica.
Desde la perspectiva de la Etnomusicología, la polifonía tradicional (no académica) tiene una amplia, aunque desigual distribución entre los pueblos del mundo. Las regiones con alta presencia polifónica del mundo son el África subsahariana, Europa y Oceanía. Se cree que los orígenes de la polifonía en la música tradicional son muy anteriores a la aparición de la polifonía en la música académica en Europa. En la actualidad hay dos enfoques contradictorios al problema de los orígenes de la polifonía vocal: el modelo cultural y modelo evolutivo.
- Conforme al modelo cultural, los orígenes de la polifonía están conectados con el desarrollo de la cultura musical humana. La polifonía surgió igual que el desarrollo natural del canto primordial monofónico. Por lo tanto, las tradiciones polifónicas están obligadas a sustituir poco a poco las tradiciones monofónicas.[6]

- De acuerdo al modelo evolutivo, el origen de los cantos polifónicos es mucho más profundo y está conectado con las primeras etapas de la evolución humana, la polifonía era una parte importante de un sistema de defensa de los homínidos; y las tradiciones de polifonía están desapareciendo progresivamente en todo el mundo.[7]

## Polifonía en la música clásica occidental
La polifonía es una textura característica de la música de finales de la Edad Media y del Renacimiento.
Las innovaciones musicales que trajo la polifonía aparecieron en un contexto más amplio de cambio social. Tras el primer milenio, los monjes europeos decidieron comenzar a traducir las obras de los filósofos griegos a la lengua vernácula. Los europeos occidentales durante la Edad Media conocían a Platón, Sócrates e Hipócrates. No obstante, durante mucho tiempo se había perdido el contacto con el contenido de las obras conservadas de estos pensadores debido a que el uso del griego como lengua viva se limitaba a las tierras del Imperio Romano de Oriente o Imperio Bizantino. Las obras antiguas comenzaron a traducirse entonces. Una vez que estuvieron disponibles, la filosofía tuvo un gran impacto en la mente europea occidental.
Esta circunstancia provocó una serie de innovaciones en diversos campos como la medicina, la ciencia, el arte y la música.

### Edad Media

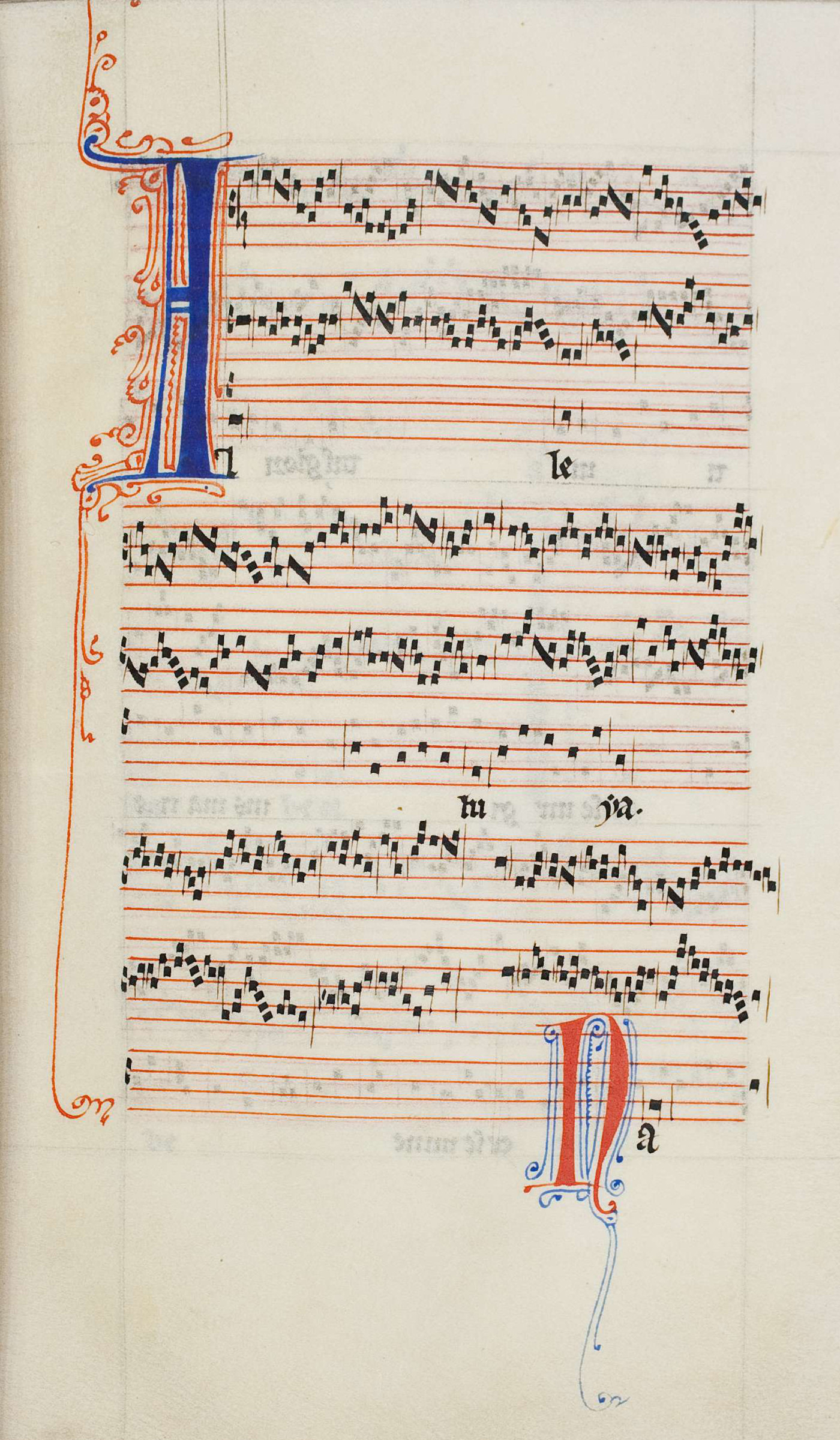
Alleluia nativitas de Pérotin, muestra de polifonía sacra medieval.

A pesar de que se desconocen los orígenes exactos de la polifonía en las tradiciones de la iglesia occidental, los tratados Musica enchiriadis y Scolica enchiriadis, ambos de c. 900, se suelen considerar las muestras más antiguas existentes de polifonía por escrito (ambos recogen repertorio de la segunda mitad del siglo IX). Estos tratados abordan las normas para componer obras polifónicas y proporcionan ejemplos de embellecimientos de cantos nota-contra-nota a dos voces usando octavas, quintas y cuartas paralelas. En lugar de ser obras fijas, indicaban formas de improvisar polifonía durante la interpretación. El Tropario de Winchester, de c. 1000, es el ejemplo más antiguo conservado de la polifonía vocal anotada para ser interpretada, aunque la notación no indica las alturas ni las duraciones exactas. La pieza más antigua que se conserva de música a seis voces es la rota inglesa Sumer is icumen in (c. 1240).
Otros historiadores plantean que necesariamente el nacimiento de la primera polifonía en la liturgia se debe haber producido en el Norte de Francia durante el siglo IX.
La polifonía occidental surgió a partir del organum melismático, la primera la armonización del canto. Según ciertos autores, esto se debió a un deseo de efectuar un embellecimiento musical de la liturgia. De hecho, podemos considerar estas variaciones improvisadas como formas de tropos, donde aparecen al mismo tiempo nueva música y nuevos textos.
Una de las grandes contribuciones de este estadio del desarrollo de la polifonía es una adecuación gradual del oído a los intervalos de consonancias perfectas de forma armónica. En otras palabras, aparece una nueva forma de cantar, doblando voces y produciendo así una música que avanza de manera más "vertical" que "horizontal", que es más cercana a nuestro pensamiento moderno.
Compositores del siglo XII como Léonin y Pérotin de la Escuela de Notre Dame, desarrollaron el organum que se había introducido durante los siglos anteriores. Especialmente el organum libre, el cual se había estado desarrollando durante la segunda mitad del siglo XI), el cual permite mayor libertad en la direccionalidad del movimiento melódico de las voces, así como la introducción de más de "dos notas contra una", así se refuerza el movimiento contrario, y se enseña de manera expresa y cuidadosa el entrecruzamiento de las voces. Así pues, las primeras formas polifónicas de la música occidental pueden ser clasificadas de la siguiente manera:
- El organum, que consiste en añadir una nueva voz sobre el canto gregoriano a una distancia de cuarta o quinta. Si este sigue el movimiento paralelo, en esta época (siglo XII), se le llama organum estricto o paralelo. Luego este movimiento paralelo puede ser dejado de lado momentáneamente al principio o final de las frases y es entonces que podemos utilizar el término de organum paralelo modificado, con estas sub-clasificaciones evitaremos la confusión con el organum libre de alrededor del siglo XI.[11] No se debe confundir este organum paralelo con el concepto de heterofonía, el cual se produce cuando dos o más personas interpretan, generalmente de forma improvisada, dos o más versiones de la misma melodía. No existe elaboración polifónica intencional en ella y es una práctica común de la música oriental.
- El discantus o discanto, en el que las voces ya no se mueven por movimientos paralelos sino por movimientos contrarios, normalmente nota contra nota.
- El motete, que está formado por tres o más voces y la melodía gregoriana, llamada tenor, se sitúa en la voz más grave.

En el siglo XIII el tenor basado en canto llano estaba pasando a estar alterado, fragmentado y oculto bajo canciones seculares, oscureciendo los textos sagrados a medida que los compositores continuaron jugando con este nuevo invento llamado polifonía. Las letras de poemas de amor podían ser cantadas por encima de los textos religiosos en forma de tropo, o bien el texto sagrado podía ser colocado en una melodía secular conocida.
El nacimiento de la polifonía tuvo lugar durante el período del Cisma de Occidente. Aviñón, la sede de los antipapas, era un potente centro de elaboración de música profana, de la que la mayor parte recibió influencia de la polifonía sacra. No era simplemente la polifonía lo que ofendía a los oídos medievales, sino también la noción de fusionar la música profana con la sacra y además, haciéndose un hueco en la corte papal. La música de iglesia era interpretada por juglares, eliminando la solemne adoración a la que estaban acostumbrados. El uso de la polifonía y la actitud hacia la misma variaron enormemente en la corte de Aviñón desde el inicio hasta el final de su preponderancia religiosa durante el siglo XIV. La armonía no solo se consideró frívola, impía y lasciva, sino también un obstáculo para la audibilidad de las palabras. Los instrumentos y determinados modos fueron prohibidos en la iglesia por su asociación con la música secular y los ritos paganos. Los choques disonantes de notas provocaban una sensación espeluznante que fue etiquetada como el mal, alimentando su argumento en contra de la polifonía por ser la música del diablo. Tras desterrar la polifonía de la liturgia en 1322, el Papa Juan XXII en su 1324 bula Docta Sanctorum Patrum advirtió contra los elementos impropios de esta innovación musical. El Papa Clemente VI, sin embargo, la consintió. Fue en el siglo XIV, durante el pontificado del Papa Urbano V, cuando el compositor y sacerdote Guillaume de Machaut compuso el primer arreglo polifónico de la misa llamada Messe de Nostre Dame.
Con el movimiento del Ars nova del siglo XIV surge una polifonía vocal profana de carácter cortesano.

### Renacimiento
En los siglos XV y especialmente en el XVI la polifonía alcanzó su apogeo gracias al trabajo de varias generaciones de compositores de la escuela francoflamenca que dominó el arte musical del Renacimiento.
Los principales representantes de esta escuela son Guillaume Dufay, Josquin Desprez, Orlando di Lasso y Johannes Ockeghem. Con el tiempo extendieron su arte por los principales centros europeos, especialmente en Italia. Otra escuela remarcable es la española, cuyos representantes más destacados son Cristóbal de Morales, Tomás Luis de Victoria y Francisco Guerrero. Esta práctica musical fue criticada por la iglesia alegando la falta de comprensión del texto. Según la leyenda[cita requerida] fue Palestrina quien salvó a la polifonía de la prohibición papal aportando un método de composición más sencillo.
Durante la Reforma protestante en Alemania surge el coral luterano. Mientras que en Inglaterra, Thomas Tallis desarrolla el estilo del anthem, un canto religioso en inglés para la liturgia anglicana.

### Barroco
Hacia 1600 las voces hasta entonces independientes de la polifonía empezaron a transformarse en lo que entonces se llamó monodia, en la cual se distingue una melodía principal y el resto de voces ejerce la función de mero acompañamiento. Esta nueva textura de melodía acompañada alcanza un gran auge en el Barroco, si bien la polifonía no solo no dejó de cultivarse, sino que alcanzó nuevas cimas especialmente en la obras de Johann Sebastian Bach y Georg Friedrich Händel. A lo largo de la primera mitad del siglo XVIII el contrapunto conoció un nuevo auge a través de la música de Bach y Händel, entre otros. No obstante, este florecimiento se articulaba conforme a los presupuestos armónicos de las tonalidades mayores y menores recién desarrolladas.
Las formas barrocas como la fuga, que podrían denominarse polifónicas en lugar de eso se suelen describir como  contrapuntísticas. Además, a diferencia de la terminología de las "especies" de contrapunto, la polifonía era en general más bien "nota-contra-nota" / "punto-contra-punto" o "altura-sostenida" en una voz, con melismas de diferentes duraciones en otra. En todos los casos, la concepción era probable lo que Margaret Bent llama "contrapunto diádico", con cada voz siendo escrita generalmente contra otra voz, con todas las voces modificadas al final si es necesario. Esta concepción de punto-contra-punto se opone a la de "composición sucesiva", donde las voces se escriben en un orden concreto en el que cada nueva voz encaja en el conjunto construido hasta ese momento y que había sido asumido previamente.

### Clasicismo y Romanticismo
En general, la polifonía fue dando paso a una música instrumental que favoreció una construcción arquitectónica de frases musicales más largas dentro de una estructura periódica. La composición de fugas se siguió practicando en el ámbito de la formación musical, sin embargo en la práctica desempeñaba un papel menor. De hecho, la inclusión de pasajes polifónicos en las composiciones a menudo se entiende como un uso de citas historicistas desde los grandes clásicos vieneses.
Durante los periodos clásico y romántico el contrapunto fue considerado una disciplina escolástica, quedando relegado a los pasajes de desarrollo. El uso de polifonía llevaba aparejado un matiz de erudición o de esoterismo.

### SigloXX
Un gran número de compositores del siglo XX, entre los que se encuentra por ejemplo Arnold Schoenberg, decidieron rebelarse contra las convenciones musicales del sistema tonal asentadas en la música clásica occidental. Por esta razón, en la búsqueda de nuevas vías resurge el interés por el contrapunto, se reavivan las antiguas ideas de la polifonía junto con un nuevo tratamiento de la disonancia.

### Compositores y obras notables
Estos son algunos ejemplos destacables de composiciones polifónicas.
- Guillaume de Machaut, Messe de Nostre Dame.
- Josquin des Prez, Misa Pange Lingua.
- Jacob Obrecht.
- Orlando di Lasso, Misa super Bella 'Amfitrit' altera.
- Johannes Ockeghem.
- Thomas Tallis.
- Alonso Lobo, motete Versa est in luctum.
- William Byrd, Misa a cinco voces.
- Palestrina, Misa Papae Marcelli.
- Tomas Luis de Victoria.
- Gregorio Allegri, Miserere.
- Georg Friedrich Händel, Dixit Dominus.
- Johann Sebastian Bach, listado de composiciones de Bach

## Polifonía en otros ámbitos musicales

### Región de los Balcanes

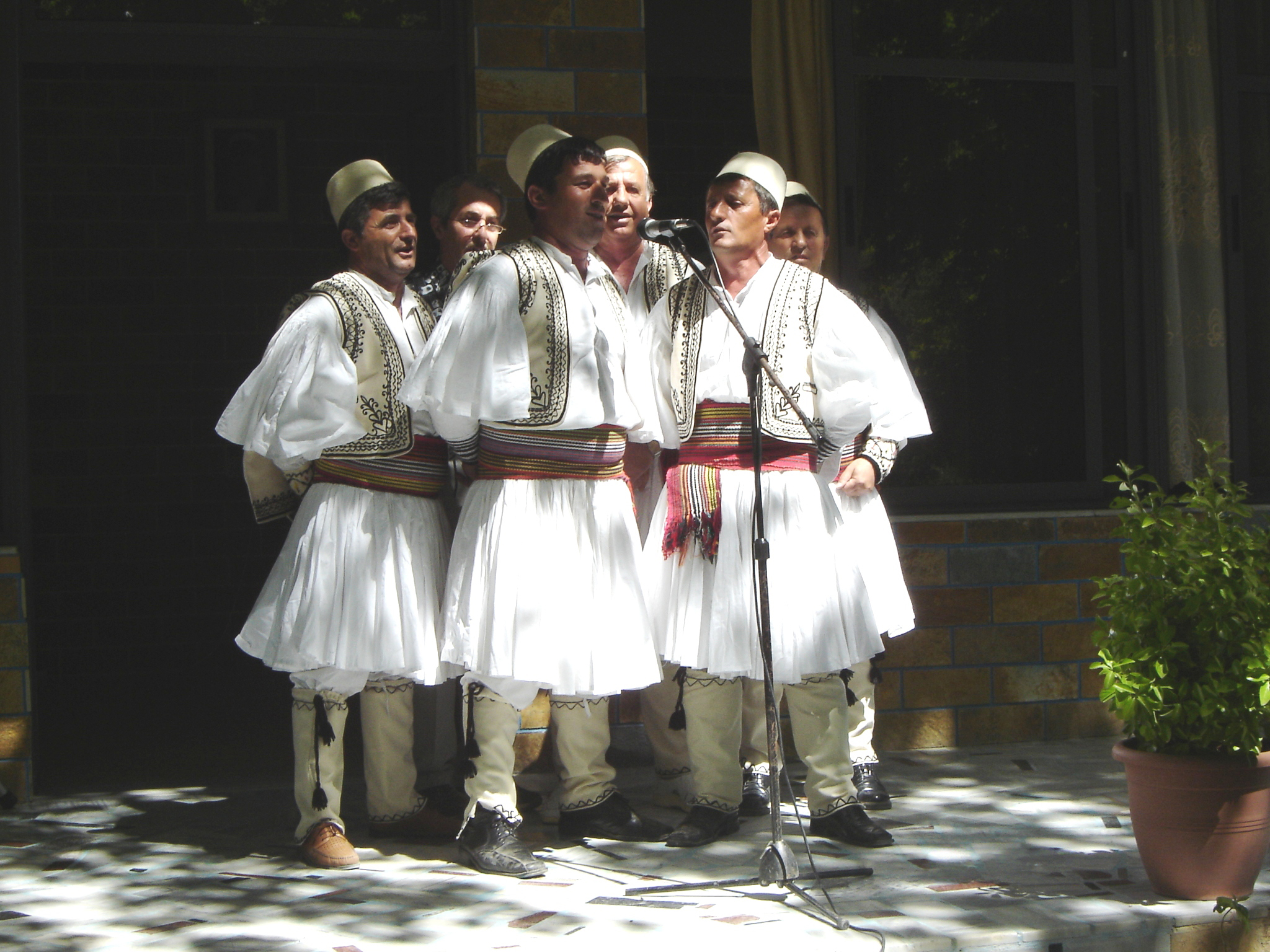
Grupo polifónico folclórico albano llevando qeleshe y fustanella en Skrapar.

El canto polifónico de los Balcanes es el canto tradicional de esta región del sur de Europa. También se le llama estilo de canto antiguo, arcaico o viejo.
- Canto bizantino.
- Canto Ojkanje, en Croacia.
- Canto Ganga, en Croacia y Bosnia y Herzegovina.
- Canto epirota, en el norte de Grecia y el sur de Albania (ver más abajo).
- Iso-polifonía en el sur de Albania (ver más abajo).
- Canto Guzla, en Serbia, Montenegro, Bosnia y Herzegovina, Croacia y Albania.
- Canto Lazarice, en Serbia.
- Coros femeninos de Shopi y Pirin, en Bulgaria.

La "polifonía incipiente", anteriormente polifonía primitiva, incluye antífona, llamada y respuesta, drones e intervalos paralelos.
La tradición de los cantos polifónicos de Epiro es una forma de polifonía folclórica tradicional practicada entre albaneses, griegos, valacos y eslavos macedonios en el sur de Albania y Grecia noroccidental. Sobre el sur de Albania Plantenga afirma: «Los cantantes de la región Pogoni interpretan un estilo de polifonía que se practica también por la población local en las comunidades valacas y eslavas [en Albania].» Por su parte Sugarman señala: «Ninguna de las texturas polifónicas características del canto del sur de Albania es única de los albanos. El estilo se comparte con los griegos del distrito noroeste de Epiro (ver Fakiou & Romanos, 1984) mientras que el estilo Tosco es común entre las comunidades de Aromanian desde la región Kolonje de Albania el llamado Faserotii (ver Lortat-Jacob & Bouet, 1983) y entre los eslavos de la región Kastoria del norte de Grecia (ver N. Kaufamann, 1959). Los macedonios de los pueblos más bajos de la zona de Prespa también cantaban en este estilo antes.» Este tipo de tradición vocal popular también se encuentra en Macedonia del Norte y en Bulgaria.
Los cantos polifónicos albanos se pueden dividir en dos grupos estilísticos principales: los interpretados por los Tosks y Labs del sur de Albania. El drone se realiza de dos maneras: entre los Tosks, siempre es continuo y cantado sobre la sílaba «e», usando respiración alternada. Mientras que entre los Labs el drone a veces se canta como un tono rítmico, interpretado en el texto de la canción. Se puede diferenciar entre polifonía a dos, tres y cuatro voces.
El fenómeno de la iso-polifonía folclórica albanesa ha sido proclamado como "Obra Maestra del Patrimonio Oral e Intangible de la Humanidad" por la Unesco. El término "iso" alude al drone que acompaña el canto iso-polifónico y está relacionado con el "ison" de la música de iglesia bizantina, donde el grupo drone acompaña la canción.

### Región del Cáucaso
Georgia
La polifonía en la República de Georgia es posiblemente la más antigua del mundo cristiano. La polifonía georgiana se canta tradicionalmente a tres voces con fuertes disonancias, quintas paralelas y un sistema de afinación único, basado en quintas perfectas. El canto polifónico de Georgia ha sido proclamado por la Unesco "Obra Maestra del Patrimonio Oral e Intangible de la Humanidad".
Abjasia
La polifonía juega un papel crucial en la música tradicional de Abjasia. Está presente en todos los géneros, donde el entorno social proporciona más de un cantante para apoyar a la línea melódica. Por ejemplo, en la recopilación hecha por I. Zemtsovsky, un abjasio que dormitaba comenzó a cantar un drone para apoyar a un cantante desconocido para él. La polifonía abjasia a dos y tres voces se basa en un drone (a veces un drone doble). Las canciones a dos voces drone son consideradas por los estudiosos de Abjasia y Georgia el estilo autóctono más importante de la polifonía abjasia.
Las canciones a dos voces drone predominan en el distrito Gudauta, la región central de los abjasios étnicos. Milenios de interacciones culturales, sociales y económicas entre abjasios y georgianos en este territorio han dado como resultado influencias recíprocas y en particular la creación de un nuevo estilo llamado "estilo georgiano" de cantar a tres voces en Abjasia, desconocido para los Adighis. Este estilo se basa en dos líneas melódicas principales a cargo de solistas (akhkizkhuo) cantando junto con el drone u ostinato de base (argizra). El estilo autóctono de la polifonía de Abjasia a tres voces utiliza drones dobles (en cuartas, quintas u octavas) y una línea melódica principal cada vez. Los abjasios utilizan una cadencia muy específica: el movimiento tetracordal descendente, terminando en el intervalo de cuarta.
Chechenia e Ingusetia
La música tradicional de Chechenia y de Ingusetia podría ser definida por su tradición de polifonía vocal. Al igual que en otras culturas musicales del norte del Cáucaso, la polifonía de Chechenia e Ingusetia se basa en un drone. A diferencia de la mayoría de las otras tradiciones del norte del Cáucaso, donde la polifonía a dos voces es el tipo predominante, la polifonía de Chechenia e Ingusetia es principalmente a tres voces. La voz intermedia, la portadora de la melodía principal de las canciones, es acompañada por el drone doble, manteniendo un intervalo de quinta "alrededor" de la melodía principal. Los intervalos y acordes utilizados en la polifonía de Chechenia e Ingusetia a menudo son disonancias (séptimas, segundas, cuartas). Esto es bastante habitual en todas las tradiciones polifónicas del norte del Cáucaso, pero en las canciones tradicionales de Chechenia e Ingusetia se emplean disonancias más fuertes. En particular, una cadencia específica, donde el acorde final es un acorde disonante a tres voces, que consta de una cuarta y una segunda en la parte superior (do-fa-sol), que es un rasgo único del norte del Cáucaso. Solamente al otro lado de las montañas del Cáucaso, en Georgia occidental, existen unas pocas canciones que concluyen en el mismo acorde disonante (do-fa-sol).

### Polifonía y música electrónica
La polifonía es igualmente empleada en la música electrónica. En este ámbito sigue siendo la capacidad de reproducir varias notas a la vez. Concretamente, se alude al hecho de que los primeros chips de los sintetizadores eran incapaces de producir más de una nota al mismo tiempo, es decir, que era imposible reproducir dos notas simultáneamente. Debido a la diferencia técnica entre un instrumento acústico y un chip de música electrónica, la polifonía en sintetizadores de tipo síntesis FM o PCM es ligeramente diferente. En efecto, si un piano es polifónico se debe a que el pianista posee diez dedos, por lo tanto diez notas al mismo tiempo. Pero este no es necesariamente el caso de los chips de sintetizador. Estos solo son considerados polifónicos cuando son capaces de reproducir más de dos notas al mismo tiempo en un operador.
Un operador, también llamado "canal de audio" es la unidad que va a procesar el sonido. Un operador es polifónico solo si es capaz de producir al menos dos notas del mismo sonido al mismo tiempo. Un chip musical normalmente contiene varios operadores para reproducir varios instrumentos o sonidos distintos.
La polifonía en la llamada Computer music es la capacidad de un sintetizador para producir diversas notas en un solo operador o un solo canal. Por ejemplo, un piano reproducido en un sintetizador no puede ser totalmente fiel al original, si no se puede tocar más de una nota a la vez.
- Ejemplo de chips polifónicos:

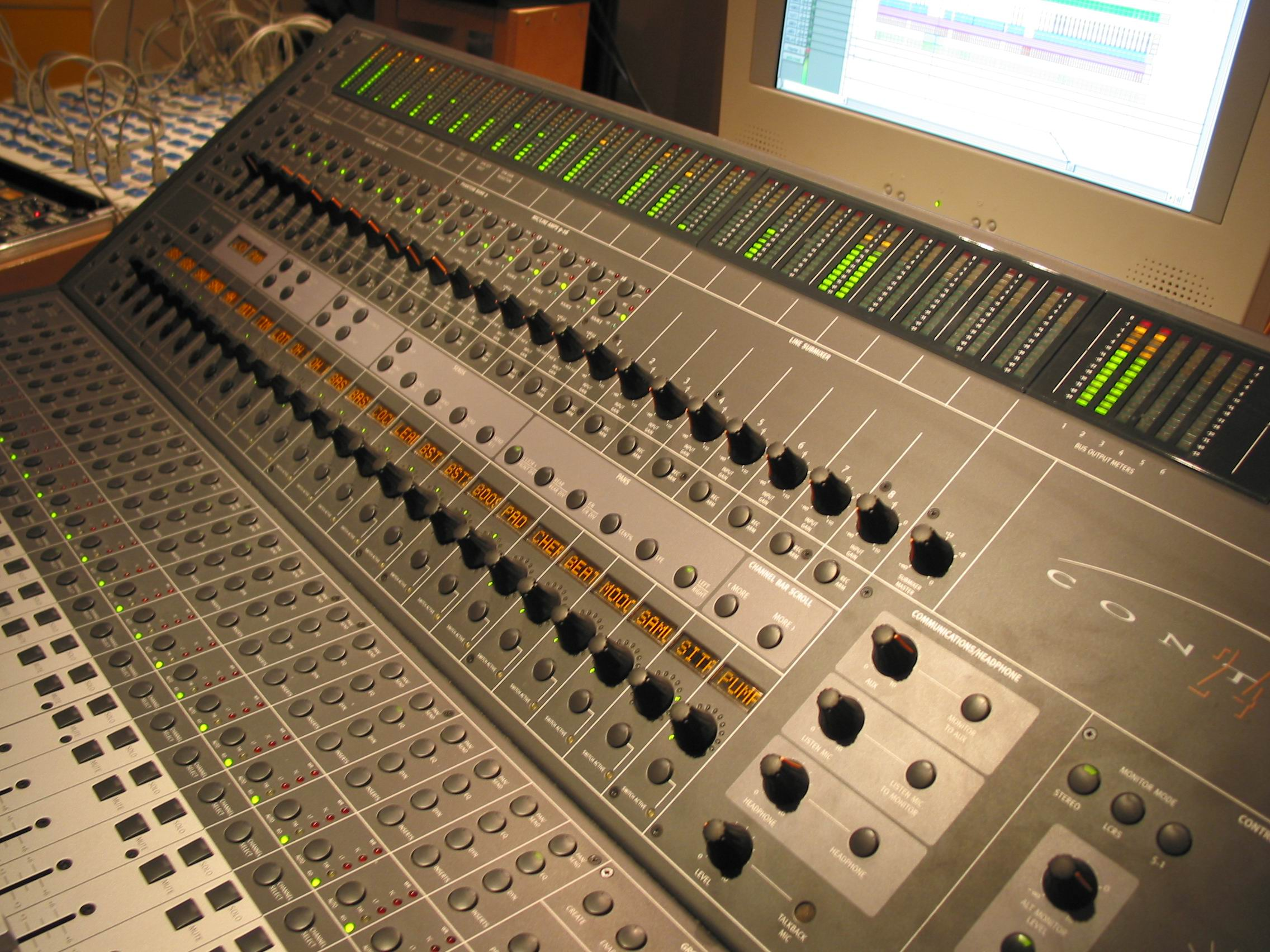
Una mesa de mezclas.

  - YM262 (OPL3): 6 operadores FM de una polifonía de 4 notas cada uno.
  - YM2610: 4 operadores FM (parte FM) de una polifonía de 4 notas.
  - YM2612: 6 operadores FM de una polifonía de cuatro notas cada uno.
  - 2a03 (NES): 3 operadores PSG, de una polifonía de 3 notas cada uno.
  - EMU8000: 16 operadores PCM de una polifonía de 32 notas cada uno.
  - S-SMP (SNES): 8 operadores PCM de una polifonía de 8 notas cada uno.
  - YM2413: 9 operadores FM de una polifonía de 2 notas.

- Ejemplo de chips no polifónicos:
  - SN76489: 3 operadores PSG.
  - YM2610: 3 operadores PSG (parte PSG).
  - TIA: 2 generadores de tono.
  - PAULA: 4 operadores PCM.
  - POKEY: 4 operadores PSG.
  - AY-3-8912: 3 operadores de tono.
  - YM2149: 3 operadores PSG.

## Polifonía en la literatura
El término polifonía fue empleado por el teórico ruso Mijail Bajtín para referirse a lo que él consideraba la principal característica de la novela de Fiódor Dostoyevski. Esa característica consistía en que cada personaje manifestaba al interior de la novela su forma de ver el mundo, lo que producía que el lector conocía tantas perspectivas vitales como personajes principales había en los textos. Ese pensamiento individual no era relatado por otro (personaje o narrador), sino por el mismo personaje en una situación específica donde le era inevitable manifestar su forma de entender el mundo. La polifonía consiste en una característica de los textos literarios que presentan pluralidad de voces que se corresponden con múltiples conciencias independientes e inconfundibles no reducibles entre sí. Por tanto, cada personaje es sujeto de su discurso y no solo objeto del discurso.
Milan Kundera, en sus tratados sobre literatura, también destaca la presencia de la polifonía en la novela, aunque la relaciona más con autores modernistas como Hermann Broch y él mismo. Plantea la estrecha relación entre la música y la estructuración de la novela, por tanto la polifonía sería la existencia de varias situaciones que se intercalan sin que una de estas sea dominante.